# Mogojogojo
Mogojogojo è un villaggio del Botswana situato nel distretto Meridionale, sottodistretto di Barolong. Il villaggio, secondo il censimento del 2011, conta 619 abitanti.

## Località
Nel territorio del villaggio sono presenti le seguenti 4 località:
- Gaphatshwanyane,
- Gopong di 1.246 abitanti,
- Maruswa di 93 abitanti,
- Rural Roads Team One Camp